# Amran Sulaiman

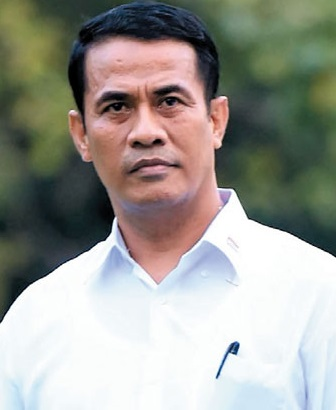
Amran Sulaiman

Andi Amran Sulaiman (* 27. April 1968 im Regierungsbezirk Bone, Sulawesi Selatan) ist ein indonesischer Politiker, der unter anderem von 2014 bis 2019 Landwirtschaftsminister im Arbeitskabinett (Kabinet Kerja) war, der Regierung von Staatspräsident Joko Widodo.

## Leben

### Studium, Agrarwissenschaftler und Unternehmer

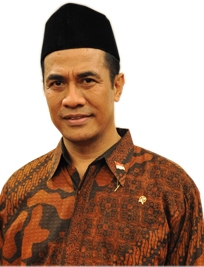
Amran Sulaiman

Andi Amran Sulaiman, der von den Regenten der früheren Regentschaft Bone abstammte, begann nach dem Schulbesuch 1988 ein Studium an der Fakultät für Agrarwissenschaften der Hasanuddin-Universität (Unhas), das er 1993 beendete. Anschließend begann er seine berufliche Laufbahn als Leiter der Abteilung Feldstudien (Head of Field Operation) in der Zuckerraffinerie von Bone, wo er zum Fachmann für Palmöl und Zuckerrohr sowie das Potenzial der Landwirtschaft und der Plantagen in Indonesien wurde. 2002 begann er ein postgraduales Studium an der Fakultät für Agrarwissenschaften der Unhas, welches er 2003 „cum laude“ beendete.
Als Chief Executive Officer (CEO) der PT Tiran Group baute er einen Konzern auf, zu dem 14 Unternehmen in den Bereichen Goldabbau, Nickelabbau, Zuckermühlen, Ölpalmenplantagen, Tankstellen, Unilever-Händler, Zementhändler und Pestizide wie PT Tiran Indonesia, PT Tiran Sulawesi, PT Tiran Mineral, PT Tiran Makassar, PT Amrul Nadin, PT Andi Nurhadi Nusantara, CV Empor Tiran, CV Provita Lestasi und CV Empos gehören. Neben seiner unternehmerischen Tätigkeit unterrichtete er als außerordentlicher Dozent an der Hasanuddin-Universität und war ferner zwischen 2006 und 2010 Generalschatzmeister der Ostindonesischen Zuckerfachleutevereinigung (Ikatan Ahli Gula Kawasan Timur Indonesia) sowie von 2007 und 2010 Generalvorsitzender der agraringenieurwissenschaftlichen Vereinigung PERTETA (Perhimpunan Teknik Pertanian Indonesia) für Süd-Sulawesei und West-Sulawesi. Für seine Arbeit hat Amran Auszeichnungen wie Patente für Ratten- und Schweineschädlingsbekämpfung erhalten. Außerdem erhielt er am 7. Juli 2007 in Palembang, Süd-Sumatra, vom Präsidenten der Republik Indonesien die Auszeichnung „Satyalancana Development in the Field of Agricultural Entrepreneurship“ und 2011 den FKPTPI Award in Bali.
2008 begann Amran Sulaiman schließlich sein Doktoratsstudium an der Unhas und schloss dieses 2012 mit der Promotion zum Doktor der Agrarwissenschaften ebenfalls „cum laude“ ab. Daneben war er von 2008 bis 2012 Leiter der Landwirtschaftsabteilung des Verbandes der Zuckerfachleute IKAGI (Ikatan Ahli Gula Indonesia), zwischen 2010 und 2015 Vorsitzender der agrartechnologischen Alumni-Vereinigung der Unhas sowie ferner von 2012 bis 2017 Vorsitzender des Agro-Komplexes der Hasanuddin-Universität.

### Präsidentschaftswahl 2014 und Landwirtschaftsminister

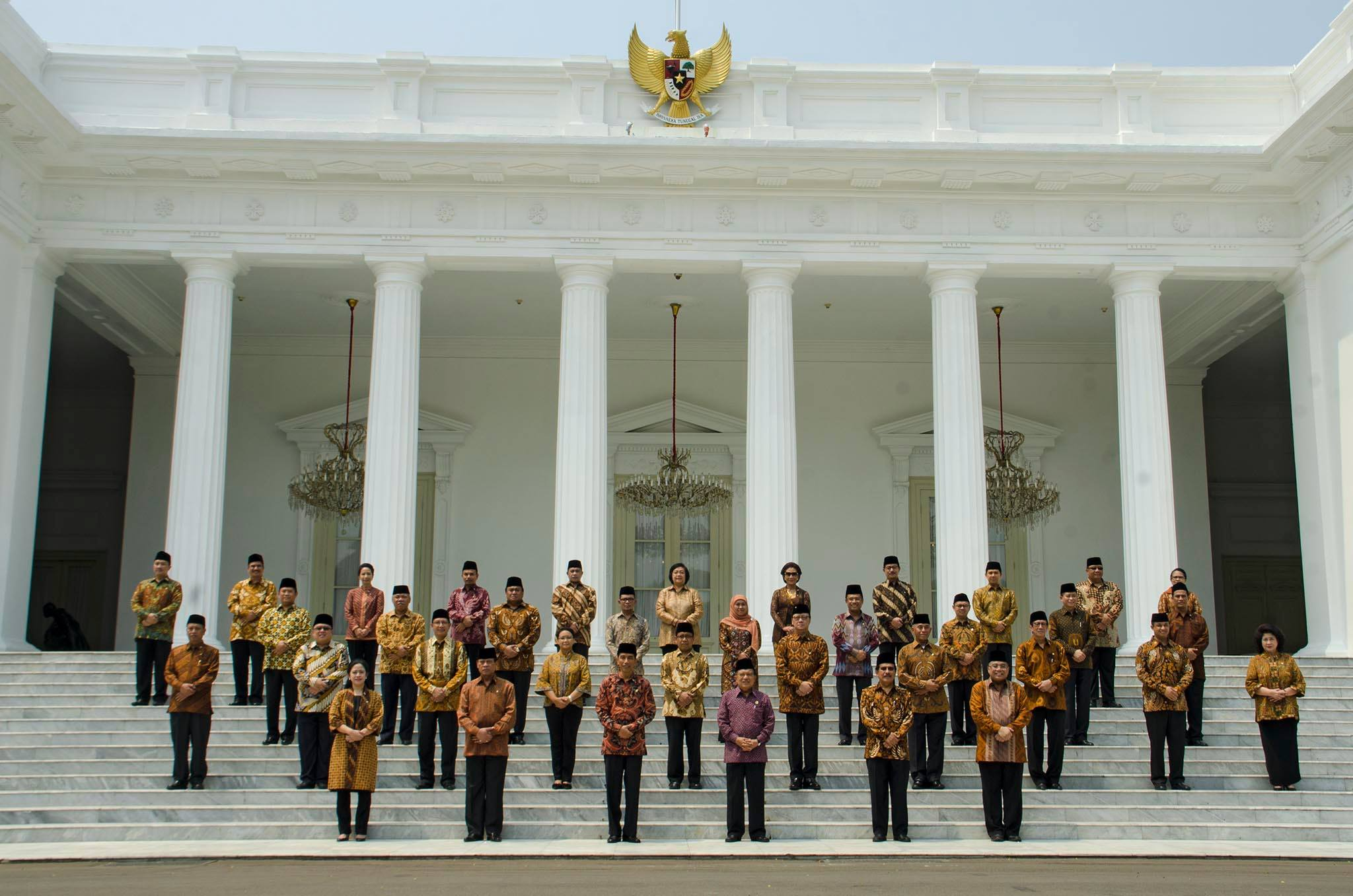
Gruppenbild des Arbeitskabinetts (2014).

Amran engagierte sich außerdem als Generalkoordinator des Freiwilligenteams Relawan Sahabat Rakyat („Freunde der Menschen“) für Ost-Indonesien, die den Wahlkampf des PDI-P-Spitzenkandidaten Joko Widodo und dessen „Running Mate“ Muhammad Jusuf Kalla bei der Präsidentschaftswahl am 9. Juli 2014. Die Relawan Sahabat Rakyat wurden zur Speerspitze von Joko Widodos Sieg in Ostindonesien. Bei der Wahl setzte sich Joko „Jokowi“ Widodo, vorheriger Gouverneur der Hauptstadtprovinz Jakarta, dem offiziellen Auszählungsergebnis zufolge mit 53,15 Prozent der Stimmen gegen Ex-General Prabowo Subianto (46,85 Prozent) durch.
Nach der Wahl wurde Amran zusammen mit 33 anderen Ministern des Arbeitskabinetts (Kabinet Kerja) von Präsident Jokowi am 27. Oktober 2014, im Staatspalast als Landwirtschaftsminister vereidigt. Bei der Übergabezeremonie mit seinem Amtsvorgänger Suswono sagte Amran, seine derzeitige Führung ergänze nur die Leistung des vorherigen Ministers. „Ich freue mich, dass er im Landwirtschaftsministerium bleibt, wenn ihm von verschiedenen Herausforderungen berichtet wird. Meine Anwesenheit wird einen Mehrwert bringen. Ich beschleunige einfach“, sagte er. Weiterhin sagte er, Indonesien sei ein reiches Land, das keine Mängel habe. Eine Selbstversorgung mit Nahrungsmitteln ist also nicht unmöglich. Er enthüllte, dass Präsident Joko Widodo in der ersten Kabinettssitzung um volle Unterstützung für das Erreichen der Selbstversorgung mit Nahrungsmitteln gebeten hatte.
Das Amt des Landwirtschaftsministers bekleidete Amran Sulaiman bis zum 20. Oktober 2019, woraufhin Syahrul Yasin Limpo sein Nachfolger im Kabinett Vorwärts von Präsident Jokowi wurde.
Aus seiner Ehe mit Martati gingen vier Kinder hervor. Sein jüngerer Bruder ist Andi Sudirman Sulaiman, der seit 2022 Gouverneur von Sulawesi Selatan ist.